# Emmelia torrefacta
Emmelia torrefacta is een vlinder van de familie van de uilen (Noctuidae). De wetenschappelijke naam van deze soort is voor het eerst voorgesteld als Tarache torrefacta door William Lucas Distant in een publicatie uit 1898.

## Verspreiding
De soort komt voor in Ethiopië, Kenia, Tanzania, Namibië, Botswana, Zimbabwe en Zuid-Afrika.

## Ondersoorten
- Emmelia torrefacta politzari (Hacker, Legrain & Fibiger, 2008) (Ethiopië, Kenia, Tanzania).
  - = Acontia torrefacta politzari Hacker, Legrain & Fibiger, 2008
- Emmelia torrefacta torrefacta (Distant, 1898) (Kenia, Namibië, Zimbabwe, Zuid-Afrika).
  - = Acontia torrefacta torrefacta (Distant, 1898)